# Estorãos (Fafe)
 (décembre 2014).
Estorãos est une paroisse située au nord-ouest de Fafe au Portugal, dans le District de Braga.

## Particularités
Elle est principalement un lieu de résidence. Cependant, on y trouve quelques cafés (partie intégrante de la culture portugaise).
On y trouve aussi une sorte de mairie ou, en portugais, Junta da Freguesia.
Comme dans tout le Portugal, de tendance pieuse, on y trouve une petite église-chapelle, cependant très décorée, où a lieu chaque année (le premier week-end de septembre) le départ d'une procession religieuse appelée Nossa Señora da Ajuda (Notre-Dame-de-l'Aide). Cette fête est réputée pour être une longue procession où l'on chante une bougie à la main, procession qui se transforme par la suite en une fête païenne. On y brûle des figurines de papier qui contiennent de la poudre.
Aussi, à la fin de ces fêtes, il y a souvent un concert et un feu d'artifice. Estorãos, en elle-même, est une paroisse très petite, mais jointe à la ville de Fafe, elle offre un lieu de résidence idéal pour ceux qui aiment la polyvalence de la ville et la tranquillité de la campagne.